# Corsomyza namana
Corsomyza namana är en tvåvingeart som beskrevs av Hesse 1938. Corsomyza namana ingår i släktet Corsomyza och familjen svävflugor. Inga underarter finns listade i Catalogue of Life.